# Otto Frank

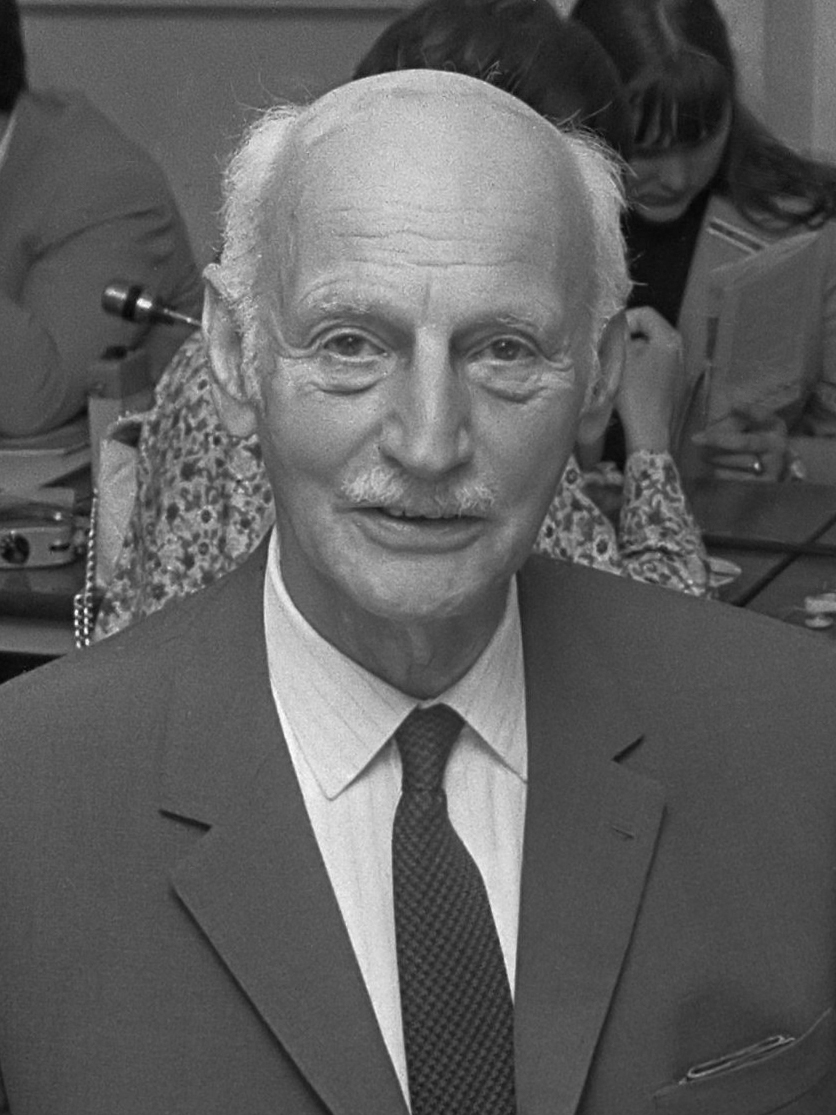
Otto Frank 1968.

Otto Heinrich Frank, född 12 maj 1889 i Frankfurt am Main, Tyskland, död 19 augusti 1980 i Birsfelden, Schweiz, var en tysk-nederländsk-schweizisk köpman och far till Margot och Anne Frank.
Otto Franks fru Edith Frank dog under förintelsen i koncentrationslägret Auschwitz-Birkenau. Otto Frank överlevde och befriades av Röda armén i slutet av januari 1945. Efteråt återvände han till Amsterdam där familjen Frank hade hållit sig gömd mellan juni 1942 och augusti 1944. Där fick han tillbaka dotterns dagbok som Miep Gies, en av dem som gömt familjen Frank, hade tagit hand om när familjerna van Pels och Frank samt Fritz Pfeffer arresterades.
Av de åtta personerna som gömde sig i gårdshuset överlevde bara Otto Frank.
- Auguste van Pels deporterades till flera koncentrationsläger, dog troligen i koncentrationslägret Theresienstadt våren 1945.
- Hermann van Pels. Det råder delade meningar om när herr van Pels (van Daan) mördades av nazisterna. Det sägs enligt vissa papper att det var på ankomstdagen till Auschwitz, men Otto Frank säger att det först var strax innan gasningarna upphörde. (3 november 1944)
- Edith Frank dog av svält och utmattning i Auschwitz-Birkenau den 6 januari 1945. Hon var förtvivlad över att hennes döttrar deporterats till Bergen-Belsen.
- Fritz Pfeffer dog i koncentrationslägret Neuengamme den 20 december 1944.
- Peter van Pels, son till Auguste och Hermann van Pels, dog den 5 maj 1945. Han hade fått order av Otto Frank att hålla sig nära denne eftersom han hört att man fick marschera till ett annat läger. Peter van Pels gick med marschen till Mauthausen och dog på vägen, endast tre dagar före befrielsen.

Efter kriget gifte sig Frank med Fritzi Frank (egentligen Elfride Markovits-Geiringer), som överlevt kriget med sin dotter i förintelselägret Auschwitz-Birkenau. De arbetade tillsammans med Annes dagbok. Fritzi Franks dotter Eva Schloss har skrivit boken Lägerfånge A5272. Otto och Fritzi Frank levde 27 år tillsammans till Otto Franks död 1980. 
Otto Frank gestaltas i miniserien Anne Frank: The Whole Story (2001) av Sir Ben Kingsley.